# Râul Vinul Mare
Râul Vinul Mare este unul din cele două brațe care formează râul Vinul.

## Hărți
- Harta județului Harghita
- Harta Munților Giurgeului  Arhivat în 27 septembrie 2007, la Wayback Machine.